# Carex viridimarginata
Carex viridimarginata är en halvgräsart som beskrevs av Georg Kükenthal. Carex viridimarginata ingår i släktet starrar, och familjen halvgräs. Inga underarter finns listade i Catalogue of Life.